# 併用療法
併用療法（Combination therapy，Polytherapy）とは、1つの疾患を治療するために複数の薬や治療法を用いる療法のことである。多くの場合、1つの疾患を治療する目的で2剤以上の医薬品を組み合わせることを意味するが、うつ病を治療するために薬と心理学的治療法を組み合わせたり、悪性腫瘍の治療のために薬物療法と手術や放射線療法と組み合わせるなど、非薬物療法とを組み合わせる場合もある。医薬品の併用療法（多剤併用療法）では、別々の薬剤が複数処方・投与されるか、2つ以上の有効成分を含む剤形（合剤など）が処方・投与される。多剤併用療法は、カクテル療法と呼ばれる場合もある。

## 臨床
多剤併用療法の対象となる疾患には、結核、ハンセン病、がん、マラリア、HIV/AIDSなどがある。併用療法の大きなメリットは、病原体や腫瘍が複数の薬剤に対して同時に耐性を持つ可能性が低くなるため、薬剤耐性の発生を抑えることができる点である。アルテミシニンをベースとしたマラリアの単剤療法は、新しい治療法に対する耐性の発生という問題を避けるため、明確に非推奨である。
多剤併用療法は、短期的には単剤療法に比べてコストが高いように見えるが、適切に使用されれば、治療失敗率、症例死亡率の低下、単剤療法に比べて副作用が少ない、耐性菌の発生が遅い、その結果、新薬の開発に必要な資金が少なくて済むなど、大きな節約効果がある。

### 悪性腫瘍
がん治療法としては、手術療法、放射線療法、薬物療法、免疫療法が挙げられる。これらの内、1つのみが実施されることもあるが、多くの場合、複数の治療法が組み合わされる。これは、集学的治療とも呼ばれる。より広義には、副作用や合併症を和らげる支持療法や、心身の苦痛全般を和らげる緩和ケアも含まれる。
多剤併用療法は、がん領域で盛んに行われており、単剤療法に比べて併用療法の方が奏効率が高いことが様々な研究で示されている他、最近では、単剤療法よりも優れた安全性と有効性を示した併用療法レジメンが承認されている。固形がんに関する最近の研究では、Martin Nowak、Bert Vogelsteinらが、ほとんどの臨床例において、使用薬剤に対する耐性獲得を避けるために併用療法が必要であることを示した。さらに、作用機序の異なる複数の薬剤を同時に投与することで、1つの変異が2つの薬剤に対して交差耐性をもたらすことがなければ、再発の可能性を最小限に抑えることができることも判っている。
特定のがん種における薬剤耐性を克服するための併用療法を発見するには、様々なシステム生物学的手法を用いる必要がある。最近の精密医療では、個々の腫瘍に見られる複数のバイオマーカーを標的として、複数の薬剤を組み合わせて使用する重点が置かれている。しかし、例えば米国で承認されている抗がん剤は300種類あるが、2剤の組み合わせでは約45,000通り、3剤の組み合わせでは約450万通りと膨大になる。このような複雑さが、がん治療における併用療法の成長を妨げる大きな要因となっている。

### 感染症
多剤耐性グラム陰性菌の治療には、2種類以上の抗生物質を用いた併用療法がよく行われる。

## 参考資料
1. 1 2  Bozic, Ivana; Reiter, Johannes G; Allen, Benjamin; Antal, Tibor; Chatterjee, Krishnendu; Shah, Preya; Moon, Yo Sup; Yaqubie, Amin et al. (2013-06-25). “Evolutionary dynamics of cancer in response to targeted combination therapy” (英語). eLife 2:  e00747. doi:10.7554/eLife.00747. ISSN 2050-084X. PMC 3691570. PMID 23805382.
2. ↑  “集学的治療とは | がん集学財団”. www.jfmc.or.jp. 2021年9月24日閲覧。
3. ↑  “集学的治療：[国立がん研究センター がん情報サービス 一般の方へ]”. 国立がん研究センター がん情報サービス 一般の方向けサイト. 2021年9月24日閲覧。
4. ↑  Janku, Filip; Hong, David S.; Fu, Siqing; Piha-Paul, Sarina A.; Naing, Aung; Falchook, Gerald S.; Tsimberidou, Apostolia M.; Stepanek, Vanda M. et al. (2014-01-30). “Assessing PIK3CA and PTEN in early-phase trials with PI3K/AKT/mTOR inhibitors”. Cell Reports 6 (2):  377–387. doi:10.1016/j.celrep.2013.12.035. ISSN 2211-1247. PMC 4409143. PMID 24440717.
5. ↑  Musgrove, Elizabeth A.; Caldon, C. Elizabeth; Barraclough, Jane; Stone, Andrew; Sutherland, Robert L. (2011-07-07). “Cyclin D as a therapeutic target in cancer”. Nature Reviews. Cancer 11 (8):  558–572. doi:10.1038/nrc3090. ISSN 1474-1768. PMID 21734724.
6. ↑  “Novartis receives FDA approval for first-of-its-kind Kisqali® Femara® Co-Pack for initial treatment of HR+/HER2- advanced or metastatic breast cancer | Novartis US” (英語). www.pharma.us.novartis.com. 2017年10月4日時点のオリジナルよりアーカイブ。2017年10月3日閲覧。
7. ↑  Korkut, A; Wang, W; Demir, E; Aksoy, BA; Jing, X; Molinelli, EJ; Babur, Ö; Bemis, DL et al. (18 August 2015). “Perturbation biology nominates upstream-downstream drug combinations in RAF inhibitor resistant melanoma cells.”. eLife 4. doi:10.7554/elife.04640. PMC 4539601. PMID 26284497.
8. ↑  Lee, MJ; Ye, AS; Gardino, AK; Heijink, AM; Sorger, PK; MacBeath, G; Yaffe, MB (11 May 2012). “Sequential application of anticancer drugs enhances cell death by rewiring apoptotic signaling networks.”. Cell 149 (4):  780–94. doi:10.1016/j.cell.2012.03.031. PMC 3501264. PMID 22579283.
9. 1 2  “Drug Combinations to Overcome Treatment Resistance” (英語). National Cancer Institute (2016年12月21日). 2017年10月3日閲覧。
10. ↑  Culjat, M (2017年5月11日). “By the Numbers: Combination Therapy in Oncology | CureMatch” (英語). CureMatch Blog 2017年10月3日閲覧。
11. ↑  Tamma, P. D.; Cosgrove, S. E.; Maragakis, L. L. (2012-07-01). “Combination Therapy for Treatment of Infections with Gram-Negative Bacteria” (英語). Clinical Microbiology Reviews 25 (3):  450–470. doi:10.1128/CMR.05041-11. ISSN 0893-8512. PMC 3416487. PMID 22763634.